# Karabela

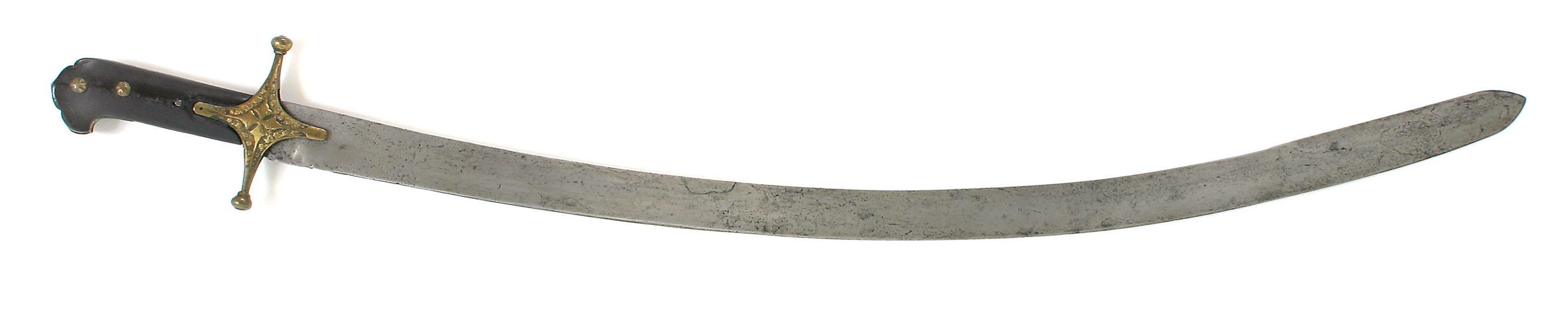
Karabela, XVII w.

Karabela – zwana również polską karabelą bojową (typ II w klasyfikacji Wojciecha Zabłockiego). Szabla z anatomiczną rękojeścią w formie głowy ptaka i otwartym jelcu. Konstrukcja rękojeści umożliwiała zarówno pewny chwyt jak i wykonywanie cięć łukowych z nadgarstka (młyńce), podczas których szabla obracała się na poduszce dłoni. Charakterystyczna dla terenów Polski, kojarzona z sarmatyzmem. W użyciu od XVII do XVIII wieku. Wiele egzemplarzy wyposażano w bogate zdobienia rękojeści, często kosztem wartości bojowej.

## Historia
Pierwsze świadectwo używania karabeli w Polsce pochodzi ze schyłku XV wieku. Napisane po łacinie akta wojennej wyprawy z województwa kaliskiego i poznańskiego przeciw Turkom i Wołochom w latach 1497–1498 pośród uzbrojenia i wyposażenia zabieranego na wyprawę wymieniają również karabelę: „Debit in ondum currum ad servandum mensole, coclevia, carrabella y dlatha” oraz dalej: „Pro mensoli, tallairis, coclearis, cum pudlo et carabellaet dlatho”.
Podobne szable były używane głównie przez posiłkowe wojska bałkańskie w służbie tureckiej, jak również w Rosji, Mołdawii i w Armenii w XVII i XVIII wieku. Niewiele odbiegały od nich również szable marokańskie (z niewielkim kabłąkiem). Główną innowacją polskiej karabeli była dopracowana konstrukcja rękojeści i wyważenie głowni ułatwiające cięcia łukowe z nadgarstka w walce piechoty. Podobne wizualnie szable pochodzenia obcego nadają się tylko do cięć z ramienia.

### Porównanie z podobnymi szablami zagranicznymi
W stosunku do podobnych szabel pochodzenia obcego występują niewielkie różnice funkcjonalne na korzyść karabeli polskiej, decydujące o jej większej przydatności do cięć z nadgarstka:
- głownia o podwójnym kołowym łuku z krzywą przejściową, wyraźnie zaznaczone pióro zajmuje 1/3 głowni
- rozszerzający się ku głowicy i wyposażony w nacięcia i gwoździe trzonek umożliwia pewniejszy chwyt
- dziób głowicy pozwala na zahaczenie małego palca
- głowica rozszerza się wydatnie, umożliwiając obroty karabeli na poduszce dłoni[1]

## Charakterystyka

Rękojeść karabeli (1614) w kształcie głowy orła

### Podział na grupy według cech użytkowych
Historycznie wyróżnić można 3 główne grupy, podzielone według wartości użytkowej:
- IIa – z XVII wieku i pierwszej połowy XVIII wieku – głownie o zmiennej krzywiźnie, szerokim piórem z młotkiem, rękojeść anatomiczna rozszerzająca się ku głowicy
- IIb – z drugiej połowy XVIII wieku – głownie o krzywiźnie kołowej, bez poszerzonego pióra, rękojeść anatomiczna płaska
- IIc – z XVII i XVIII wieku – krótkie i szerokie głownie (tasaki), rękojeść anatomiczna rozszerzająca się ku głowicy, mały symetryczny jelec zagięty ku dołowi[1]

Karabele dostosowane były do cięć łukowych z nadgarstka podczas walki pieszej (typ IIa i IIb) jak również cięć zamachowych z ramienia podczas walki na koniu. Do obrony stosowano zasłony odbijające. Rękojeść odpowiadała precyzyjnie ułożeniu dłoni i pozwalała na oparcie kciuka na grzbiecie trzonka przy cięciu z nadgarstka. Przy cięciach z ramienia, stosowanych z konia, kciuk znajdował się wzdłuż boku rękojeści. Dziób głowicy w kształcie głowy ptasiej zapobiegał wypadnięciu karabeli z dłoni podczas szermierki. Zaokrąglenie głowicy pozwalało na wykonywanie młyńców podczas których szabla obracała się poduszce dłoni. System szermierki polskiej autorstwa Starzewskiego można łączyć w wykorzystaniem karabeli typu IIa I IIb.

### Zachowane egzemplarze
Karabela typu IIa
Egzemplarz nr 3446 z Muzeum Wojska Polskiego W Warszawie, prawdopodobnie z XVII wieku.
Głownia:
- o zmiennym profilu i poszerzonym piórze,
- długości 810 mm
- krzywizna głowni 70 mm
- środek ciężkości 213 mm
- wyważenie pionowe
- przekrój wklęsły

Rękojeść:
- rękojeść długości 130 mm
- niewielki jelec mosiężny krzyżowy
- nacinane okładziny drewniane trzonka, na bijane mosiężnymi gwoździami
- głowica rozszerzona typu polskiego, dziób zagięty

Karabela typu IIb
Egzemplarz nr 439 z Muzeum Świętokrzyskiego w Kielcach, prawdopodobnie z połowy XVIII wieku.
Głownia:
- o profilu kołowym, krzywizna 56 mm
- długość 830 mm
- środek ciężkości 205 mm
- wyważenie pionowe

Rękojeść:
- zdobiony jelec krzyżowy
- jednoczęściowy trzonek drewniany
- inkrustowana kością słoniową
- płaska, długości 130 mm
- prosto zagięty dziób

Karabela typu IIc
Egzemplarz nr 676 z Muzeum Wojska Polskiego W Warszawie, prawdopodobnie z połowy XVII wieku. Szabla niedostosowana do cięcia z nadgarstka.
Głownia:
- o zmiennym profilu i piórze bez młotka
- długość 745 mm
- strzałka krzywizny 28 mm
- środek ciężkości 220 mm
- wyważenie pionowe
- przekrój teowy

Rękojeść:
- niewielki jelec z blachy mosiężnej zagięty w kierunku głowni, zdobiony małymi głowami lwów
- okładziny drewniane trzonka nacinane w ostre łuki, długości 125 mm
- rozwarty dziób głowicy

## Karabele ozdobne, do stroju

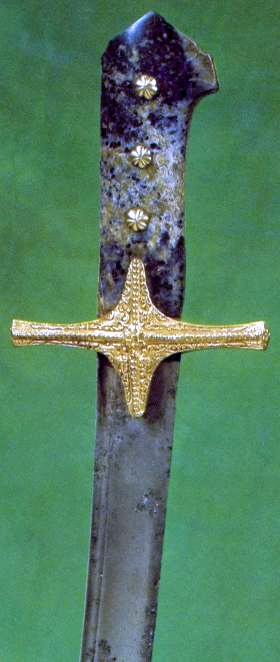
Karabela Zygmunta III Wazy z roku 1626

Rękojeść w kształcie głowy ptaka była bardzo wdzięcznym polem do popisu dla złotników. Większość bogato zdobionych karabel miała ograniczone własności użytkowe, z powodu niedopasowania rękojeści. Powszechne było dorabianie ozdobnej i nieporęcznej oprawy do starszej głowni. Wykorzystywano kamienie półszlachetne, kość słoniową, róg, kość, inkrustowane drewno. Łatwo rozpoznawalne i estetyczne rękojeści produkowała radziwiłłowska szlifiernia w Jankowicach koło Naliboków, działająca w drugiej połowie XVIII wieku, stosująca chalcedon i inne kamienie półszlachetne, często inkrustowane.

## Pochodzenie nazwy
Przytacza się często kilka teorii na pochodzenie nazwy karabela:
- Pierwsza głosi, że nazwa ta wywodzi się z połączenia dwóch słów z języka tureckiego kara (‘czarny’) oraz arabskiego bela (‘nieszczęście, przekleństwo, klątwa’). Karabela oznaczałaby więc ‘czarną klątwę’, ‘czarne nieszczęście’ lub ‘czarne przekleństwo’.
- Równolegle istnieje wersja włoskiego, czy też łacińskiego pochodzenia. Nazwa miałaby pochodzić od słów cara (‘drogocenna’) i bella (‘piękna’).
- Według teorii o polskiej prowenencji nazwa miałaby się wywodzić od nazwiska polskiego szlachcica – Karabeli, który podobno pierwszy wprowadził lekką, ozdobną szablę jako uzupełnienie paradnego stroju dworskiego. Czego uzasadnieniem jest polska tradycja nadawania nazw orężu od imion jak np. batorówka, zygmuntówka, augustówka czy szabla kościuszkowska.
- Kolejna teoria wywodzi nazwę szabli od nazw geograficznych w Turcji, Iraku bądź Iranie gdzie miano te szable produkować. Najczęściej podaje się irackie miasto Karbala (według Zygmunta Glogera[7]), ale wskazuje się także na inne związane z iracko–perskim kręgiem kulturowym[8] .
- Prawdopodobna jest wersja, że nazwa wywodzi się od indosłowiańskiego prasłowa, które odpowiada sanskryckiemu słowu karavāla[9] oznaczającego miecz, lub bułat[potrzebny przypis].

## Odniesienia w literaturze
„Pamiętają i swoi, i nieprzyjaciele

Jego damaskowaną krzywą karabelę

którą piki i sztyki rzezał na kształt sieczki

I której żartem skromne dał imię Rózeczki”

Adam Mickiewicz – Pan Tadeusz
„Nad murawą czerwone połyskują buty,

bije blask z karabeli, świeci się pas suty”

Adam Mickiewicz – Pan Tadeusz

Karabela upowszechniła się jako „broń kostiumowa” szlachty polskiej dopiero w XVIII wieku. Niektóre egzemplarze były bogato zdobione złotem, srebrem i drogimi kamieniami. Posiadanie karabeli tak nierozłącznie utożsamiało się z przynależnością do stanu szlacheckiego, że noszono je powszechnie, częstokroć z sentencjami grawerowanymi na głowni, np.
- „Krzyż na czoło, kord na wroga, tnij a śmiało w imię Boga, z temi słowy masz tę szablę, gdy nią rąbniesz, to po diable. Polak radzi Polakowi, ojciec w darze śle synowi”[11]
- „Bez Boga ani do proga, bez karabeli ani z pościeli”[8]
- „Naród z królem, Król z narodem” – hasło Kuźnicy Kołłątajowskiej[12]

W Polsce wyprodukowano kilkaset tysięcy karabel ozdobnych.